# Pyrococcus abyssi
Espèce
Pyrococcus abyssi est une espèce d’archées hyperthermophile isolée d’un mont hydrothermal en eau profonde dans le Bassin Nord Fidjien, à 2000 mètres de profondeur (soit 6600 pieds). Elle est anaérobie, métabolise le soufre, est Gram négative, en forme de coccus (ou coque) et très mobile. Sa température de croissance optimale est de 96 °C. Sa souche type est GE5 (CNCM I-1302). Pyrococcus abyssi a été utilisé comme organisme modèle dans les études sur l’ADN polymérase. Cette espèce peut également se développer à des densités cellulaires élevées dans des bioréacteurs.